# Manuel Merck de diagnostic et thérapeutique
Ne doit pas être confondu avec Merck Index.
Le Manuel Merck de diagnostic et thérapeutique (en anglais Merck Manual of Diagnosis and Therapy), couramment appelé le Manuel Merck (ou MSD), est le plus ancien livre de médecine en anglais publié et réactualisé régulièrement depuis. Publié pour la première fois en 1899, il a atteint sa vingtième édition en 2018. Il est publié par l'entreprise pharmaceutique Merck & Co..